# 石田剛
石田 剛（いしだ たけし、1967年 - ）は、日本の法学者。専門は民法。学位は、法学博士（京都大学・2015年）。早稲田大学法学学術院教授。

## 人物・経歴
京都府生まれ。1990年京都大学法学部卒業。1995年京都大学大学院法学研究科博士後期課程単位取得満期退学。2015年京都大学より法学博士の学位を取得。
1995年京都大学大学院法学研究科助手、1996年立教大学法学部専任講師、1998年立教大学助教授、2006年立教大学教授に就任。2007年同志社大学大学院司法研究科准教授、2008年同大学教授に就任。2011年大阪大学大学院高等司法研究科教授、日本私法学会理事に就任。2014年信託法学会理事に就任。2015年一橋大学大学院法学研究科法務専攻教授。2016年日本登記法研究会世話人副代表。2025年早稲田大学法学学術院法学部教授。

## 著書
- 『民法I 総則 LEGAL QUEST』（佐久間毅, 山下純司, 原田昌和と共著）（有斐閣、初版・2010年、第2版補訂版・2020年）
- 『民法Ⅱ 物権 LEGAL QUEST』（武川幸嗣, 占部洋之, 田髙寛貴, 秋山靖浩と共著）（有斐閣、初版・2010年、第4版・2022年）
- 『債権譲渡禁止特約の研究』（商事法務、2013年）
- 『〈判旨〉から読み解く民法』（水野謙, 古積健三郎と共著）（有斐閣、2017年）
- 『債権総論』（荻野奈緒, 齋藤由起と共著）（日本評論社、初版・2018年、第2版・2023年）
- 『民法チェックノート①総則』（野々上敬介, 溝渕将章, 吉永一行と共著）（有斐閣、2023年）